# الهضبة السويسرية

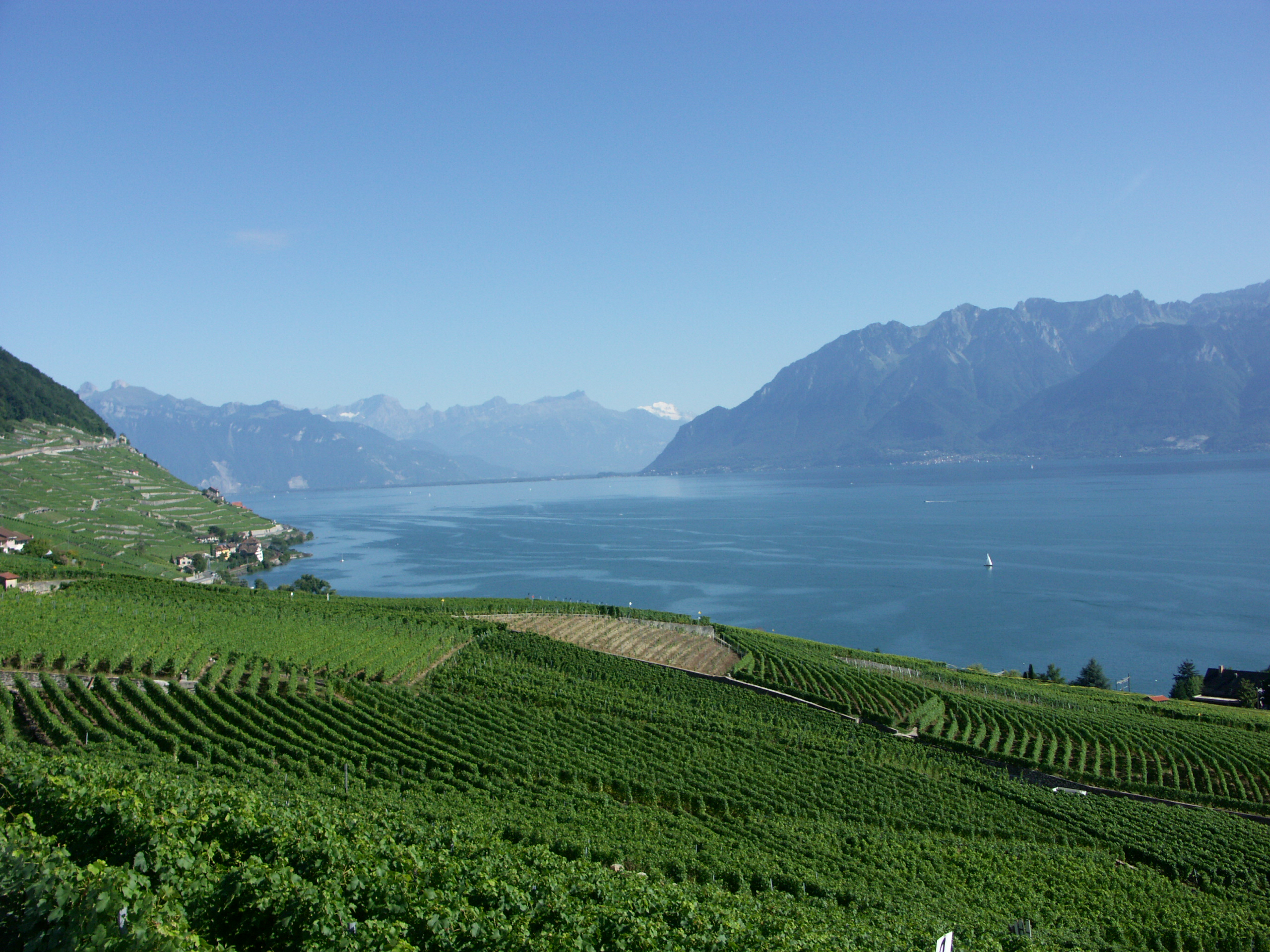
لافو، وبحيرة جنيف

الهضبة السويسرية تشكل واحدة من المناظر الطبيعية الرئيسية الثلاث في سويسرا إلى جانب جبال جورا وجبال الألب السويسرية. وتغطي حوالي 30٪ من سطح السويسري. وتضم المناطق بين جورا وجبال الألب، شقة جزئيا ولكن في الغالب جبلية، وتقع على ارتفاع متوسط بين 400 و 700 متر. هو إلى حد بعيد المنطقة الأكثر كثافة سكانية في سويسرا، وأهم فيما يتعلق بالاقتصاد والنقل. في الشمال والشمال الغربي للهضبة السويسرية يحدها محدد جغرافيا وجيولوجيا بيِ جبال جورا. وفي الجنوب، وليس هناك حدود واضحة مع جبال الألب. عادة، على ارتفاع التضاريس إلى ارتفاعات فوق 1500 متر (الجير جبال الألب، وذلك جزئيا المولاس شبه جبال الألب)، والذي هو مفاجئ جدا في أماكن معينة، يؤخذ كمعيار. أحيانا تعتبر مناطق هضبة السويسرية العالية، خصوصا على التلال في كانتون فريبورغ، ومنطقة ناف، ومنطقة إرم وأجزاء من منطقة أبنزل لتشكيل جبال الألب السويسرية في أرض أمامية بالمعنى الضيق. ومع ذلك، إذا تم اعتبار التقسيم إلى مناطق رئيسية في جبال جورا ثلاثة، الهضبة السويسرية وجبال الألب.

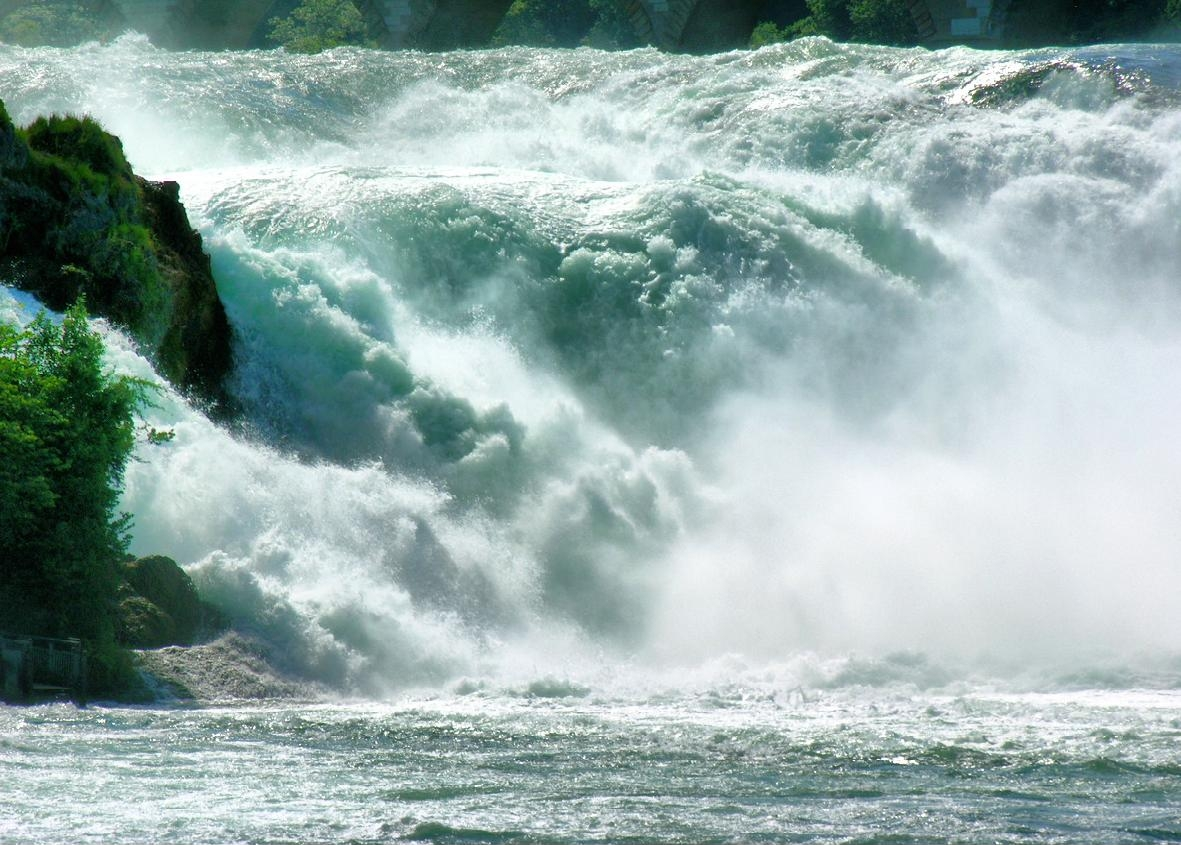
شلالات الراين

جبال الألب أرض أمامية ينتمي بوضوح إلى الهضبة السويسرية. في جنوب غرب البلاد، ويقتصر على هضبة السويسرية على ضفاف بحيرة جنيف، في شمال شرق البلاد، على ضفاف بحيرة كونستانس ونهر الراين. جيولوجيا، الهضبة السويسرية هي جزء من حوض أكبر أن يمتد إلى أبعد الحدود من سويسرا. وفي نهايته الجنوبية الغربية، من فرنسا، الهضبة، في جينيفويز، ينتهي في شامبيري حيث يلتقي جورا وجبال الألب. في الجانب الآخر من بحيرة كونستانس، لا تزال هضبة في بريالبس الألمانية والنمساوية.
داخل سويسرا والهضبة السويسرية قد يبلغ طوله حوالي 300 كم، ويزيد عرضه من الغرب إلى الشرق: في منطقة جنيف، فهو يقع في حوالي 30 كيلومترا، من برن حوالي 50 كم وشرق سويسرا بعد نحو 70 كيلومترا.
العديد من كانتونات سويسرا تضمين جزء في هضبة السويسرية. يقع بالكامل داخل الهضبة السويسرية هي كانتونات زيورخ، ثورجو وجنيف؛ يقع معظمها في هضبة السويسرية والكانتونات لوسيرن، أرجاو، سولوتورن، برن وفريبورغ وفود؛ وتقع أجزاء صغيرة من الهضبة السويسرية في كانتونات نوشاتيل، زوغ، شويز، سانت غالن وشافهاوزن.